# PortaPortese
PortaPortese  è stato un periodico a sé stante concepito per la pubblicazione di piccoli annunci economici (la maggior parte di privati, non mancando le sponsorizzazioni di attività commerciali), con respiro locale (si trattava di attività , beni e servizi relativi all'area metropolitana di Roma). A oggi ha cessato la distribuzione presso le edicole e il funzionamento del proprio sito Internet, venendo integrato come "pagina" sotto una piattaforma social. 
È stato il primo di questo genere a essere pubblicato in Italia, seguendo di un anno il suo progenitore La Pulce, che aveva solo inserzioni a pagamento.  La pubblicazione trae il suo nome dalla storica porta Portese, una delle porte di Roma, presso cui settimanalmente si svolge un rinomato mercatino delle pulci.
L'idea fu ispirata dal giornale Exchange & Mart di Londra, anch'esso specializzato in annunci a pagamento, modello cui venne applicata per la prima volta la novità dell'inserzione gratuita.

## Storia
Il giornale fu registrato da Rosario Caccamo, che cercava un'alternativa alla pubblicazione degli annunci a pagamento all'interno di quotidiani e altri rotocalchi; l'idea era quella di una rivista monotematica, che si potesse finanziare con i contributi pubblicitari. Il primo numero di PortaPortese uscì il 6 maggio 1978; conteneva, nelle 16 pagine della pubblicazione, circa 1.000 inserzioni ed era in realtà a pagamento (veniva venduto nelle edicole di Roma ad un prezzo di 300 lire a copia).
Inizialmente il giornale usciva una sola volta alla settimana. Dall'11 settembre 1984 la storica edizione del venerdì viene affiancata da una seconda uscita settimanale, quella del martedì.

### La migrazione alla piattaforma online
Nei primi mesi del 2020 il giornale - che già aveva un sito internet a supporto, pensato per pubblicare gli annunci dopo l'uscita degli stessi sulle edizioni cartacee - inizia una rapida migrazione definitiva verso l'utilizzo esclusivo di tale strumento, abbandonando la distribuzione nelle edicole, e optando per un servizio online gratuito con settori premium. L'ultimo numero esce in edicola il 13 marzo del 2020. 

### L'integrazione in marketplace
Fra il 2021 e il 2022, un ulteriore cambiamento porta a puntare sull'integrazione in marketplace come primo canale di distribuzione, in luogo del proprio dominio. Con tale passaggio, Portaportese cessa di fatto di esistere come testata giornalistica a sé stante.
Tuttavia, a oggi il sito risulta oscurato e nulla di ufficiale è stato rilasciato dai principali mezzi di comunicazione della piattaforma.